# Juegos Mundiales de 1985
Los Juegos Mundiales de 1985 segundo se celebraron en 1985 en Londres, capital de Inglaterra. Tres locales fueron utilizados, el principal es el Crystal Palace National Sports Centre. Deportes incluidos kárate, taekwondo, sambo, levantamiento de Pesas, natación Flipper / snorkel, deportes de patines, casting, korfbal, esquí acuático y el baloncesto. Los resultados del netball invirtió los resultados de la reciente Copa del Mundo, con Nueva Zelanda ganar el oro a la plata de Australia. Del mismo modo, los lugares tercero y cuarto se invirtieron, bronce Jamaica la victoria contra Gran Bretaña. El equipo de tierra en el Crystal Palace fue encabezada por la leyenda del fútbol Roy Dwig con la ayuda de Tosh Chamberlain.
*Euskadi apareció en el medallero oficial con dos medallas en lucha SAMBO  

## Medallero
A continuación se detalla el cuadro de medallas durante la 2ª edición de los Juegos Mundiales, Italia es el campeón de esta edición.
| Núm. | País                | Oro | Plata | Bronce | Total |
| ---- | ------------------- | --- | ----- | ------ | ----- |
| 1    | Italia              | 26  | 29    | 22     | 77    |
| 2    | Estados Unidos      | 18  | 14    | 14     | 46    |
| 3    | Alemania Occidental | 13  | 11    | 15     | 39    |
| 4    | Suecia              | 12  | 8     | 5      | 25    |
| 5    | Reino Unido         | 9   | 18    | 14     | 31    |
| 6    | Francia             | 7   | 5     | 9      | 21    |
| 7    | Corea del Sur       | 7   | 0     | 1      | 8     |
| 8    | Hungría             | 4   | 5     | 5      | 14    |
| 9    | Japón               | 4   | 1     | 2      | 7     |
| 10   | Países Bajos        | 3   | 1     | 3      | 7     |
| 11   | Noruega             | 2   | 6     | 8      | 16    |
| 12   | Irlanda             | 2   | 0     | 0      | 2     |
| 13   | Canadá              | 1   | 5     | 5      | 11    |
| 14   | Bélgica             | 1   | 3     | 4      | 8     |
| 15   | España              | 1   | 3     | 3      | 7     |
| 16   | Suecia              | 1   | 2     | 3      | 6     |
| 17   | Australia           | 1   | 1     | 0      | 2     |
|      | Nueva Zelanda       | 1   | 1     | 0      | 2     |
| 19   | Singapur            | 1   | 0     | 0      | 1     |
| 20   | Austria             | 0   | 4     | 4      | 8     |
| 21   | República de China  | 0   | 3     | 1      | 4     |
| 22   | Egipto              | 0   | 2     | 2      | 4     |
| 23   | Filipinas           | 0   | 2     | 1      | 3     |
| 24   | Baréin              | 0   | 0     | 1      | 1     |
|      | Colombia            | 0   | 0     | 1      | 1     |
|      | Dinamarca           | 0   | 0     | 1      | 1     |
|      | Finlandia           | 0   | 0     | 1      | 1     |
|      | Costa de Marfil     | 0   | 0     | 1      | 1     |
|      | Jamaica             | 0   | 0     | 1      | 1     |
|      | México              | 0   | 0     | 1      | 1     |
|      | Mónaco              | 0   | 0     | 1      | 1     |
|      | Portugal            | 0   | 0     | 1      | 1     |
|      | Venezuela           | 0   | 0     | 1      | 1     |